# Бобрёнок Чука
«Бобрёнок Чука» — советский детский мультипликационный фильм 1953 года.

## История
Рисованный мультфильм поставлен режиссёрами Аркадием Хинтибидзе и Григорием Чмутовым по сценарию В. Пирцхалава и выпущен на экраны в 1953 году.

## Сюжет
Однажды из-за сильной грозы у семейства бобров произошло несчастье: наводнение, вызванное ливнем, разрушило плотину, которую они возводили в реке долгое время. Трудолюбивые бобры затеяли новую стройку, но один бобрёнок — Чука — был ленив и не захотел помогать товарищам. Дальнейшее повествование ведётся о приключениях Чуки, который решил уйти в лес на поиски новых друзей. Сначала он познакомился с белками, затем — с ежами. Но бобрёнку пришлось спасаться бегством от голодного лиса. Чука понял, что выжить можно только с родными. Он вернулся и стал строить плотину вместе со всеми.

## Создатели
- Сценарий — В. Пирцхалава
- Режиссёры — Аркадий Хинтибидзе, Григорий Чмутов
- Художник-постановщик — Борис Стариковский
- Художники—декораторы: О. Джапаридзе, А. Тодриа, Е. Хачоян
- Художники-мультипликаторы: Мария Дзагания, Н. Килосанидзе, К. Надирадзе, И. Манджгаладзе, Гавриил Лаврелашвили, Н. Териан, Нина Поморцева, Э. Макашвили, М. Хубашвили, Н. Шаликашвили, О. Мамай.
- Операторы — Любовь Квалиашвили, Сарра Спарсиашвили
- Композитор — Сулхан Цинцадзе
- Звукооператор — Давид Ломидзе
- Звукооформитель — В. Доленко
- Ассистенты — С. Топузис, Д. Таралашвили.

## Переиздания на VHS и DVD
Мультфильм неоднократно выпускался на VHS и DVD в сборниках мультфильмов:
- «Бобрёнок Чука» серия «В гостях у сказки».
- «Озорные малыши» серия «В гости к сказке».

## Прочие факты
- на основе мультфильма выпущен диафильм
- мультфильм использовался в начальных классах советских школ в качестве методического пособия[1]